# Dangin Puri
Dangin Puri is een bestuurslaag in het regentschap Denpasar van de provincie Bali, Indonesië. Dangin Puri telt 6798 inwoners (volkstelling 2010).